# Vulcaci Gal·licà
Vulcaci Gal·licà (en llatí Vulcatius Gallcanus) va ser un historiador romà mencionat a la col·lecció Historiae Augustae.
Alguns dels fets als quals fa referència són molt confusos i de vegades inintel·ligibles. Se li atribueix la biografia d'Avidi Cassi, un general i usurpador del tron imperial que va governar breument l'any 175 Egipte i Síria. Sembla que aquesta biografia atribuïda a Vulcaci podria haver estat escrita en realitat per Eli Espartià.